# Černovická oblast
Černovická oblast (ukrajinsky Чернівецька область / Černivecka oblasť; rumunsky Regiunea Cernăuți) je nejmenší z 24 samosprávných oblastí Ukrajiny. Rozkládá se v západní části země pod Karpatským pohořím a je utvořena ze starých moldavských území: severní Bukoviny, severní Besarábie a malého území zvaného Herca mezi nimi. Na jihu sousedí s Rumunskem a Moldavskem, na severu s historickými zeměmi Halič a Podolí, resp. s Ivanofrankivskou, Ternopilskou, Chmelnyckou a Vinnyckou oblastí.
V současné době zde žije přes 890 000 lidí, převážně Ukrajinců a Rumunů. Sídlem správy jsou Černovice, historické centrum Bukoviny.

## Dějiny

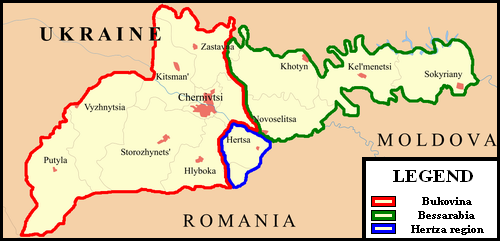
Historická území tvořící Černovickou oblast: severní Bukovina, Herca, severní Besarábie

Černovická oblast byla ustavena v rámci tehdejší Ukrajinské SSR 7. srpna 1940 poté, co severní část Bukoviny, celou Besarábii (z jejíž větší části byla vytvořena Moldavská SSR, dnešní Moldávie/Moldova) a malou část severního Moldavska (oblast okolo Hercy) z historických, etnických a strategických důvodů zabral Sovětský svaz na úkor Rumunska, jemuž území patřilo v letech 1918–1940. Rumunsko je pak dočasně získalo zpět (1941–1944); tehdy byla prakticky rozprášena zdejší početná židovská menšina. Poté se území opět stalo součástí Ukrajiny, jíž nepřetržitě náleží dosud.

## Oblastní symboly

### Vlajka
Vlajka Černovické oblasti je tvořena listem o poměru stran 2:3 s pěti vodorovnými pruhy: modrým, žlutým, zeleným, žlutým a modrým, v poměru šířek 3:1:22:1:3 a bílým sokolem ve středu vlajky.

## Obyvatelstvo a města

### Základní informace
K 1. lednu 2022 žilo v oblasti 890 457 obyvatel. Černovická oblast je nejmenší oblast podle počtu obyvatel na Ukrajině.
Oblast se vyznačuje nízkou mírou urbanizace: z 890,5 tisíc osob žilo ve městech jen 386 tisíc lidí (43,3 %), zatímco na venkově 504,5 tisíc lidí (56,6 %).
Počet obyvatel v oblasti postupně klesá, byť ve druhé dekádě došlo k dočasnému celkovému přírůstku obyvatel. Tabulka níže představuje populační vývoj oblasti.
| 1990    | 1991    | 1995    | 2000    | 2005    | 2010    | 2015    | 2020    | 2022    |
| ------- | ------- | ------- | ------- | ------- | ------- | ------- | ------- | ------- |
| 938 500 | 938 600 | 945 400 | 932 300 | 911 500 | 904 400 | 910 000 | 901 600 | 890 500 |

Za rok 2021 se narodilo 7 836 živě narozených dětí, zemřelo však 14 376 lidí, z nichž 57 byly děti ve věku do jednoho roku. Na 100 zemřelých připadalo jen 55 živě narozených. Celkový úbytek obyvatel byl 6 109 lidí. Míra kojenecké úmrtnosti tehdy činila 7,3 ‰.

### Národnostní složení
Přestože etnická rozrůzněnost během 2. světové války a krátce po ní klesla, dodnes je oblast domovem pro mnoho národností.
Podle rumunského sčítání lidu roku 1930 žilo na území dnešní Černovické oblasti 805 642 obyvatel, z toho 47,6 % tvořili Ukrajinci, 28,2 % Rumuni, 11 % Židé, 5,7 % Rusové, 4 % Němci a okolo 1,5 % Poláci a Maďaři. V roce 2001 bylo národnostní složení následující: z 923 000 obyvatel tvořili 75,0 % Ukrajinci, 12,5 % Rumuni, 7,3 % Moldavané (tedy Rumuni a Moldavané celkem 19,8 %), 4,1 % Rusové, 0,4 % Poláci a 0,2 % Židé. Nejvíce Rumunů žije v trojúhelníku kolem Hercy, kde jejich podíl dosahuje 93 %. 75 % obyvatel oblasti uvedlo ukrajinštinu jak rodný jazyk, ruštinu uvedlo jen 5,3 % všech obyvatel, ostatní jazyky, mezi nimiž se v první řadě řadí rumunština či moldavština a maďarština, jsou mateřštinou pro 19,1 % celkového obyvatelstva. 

### Města a obce

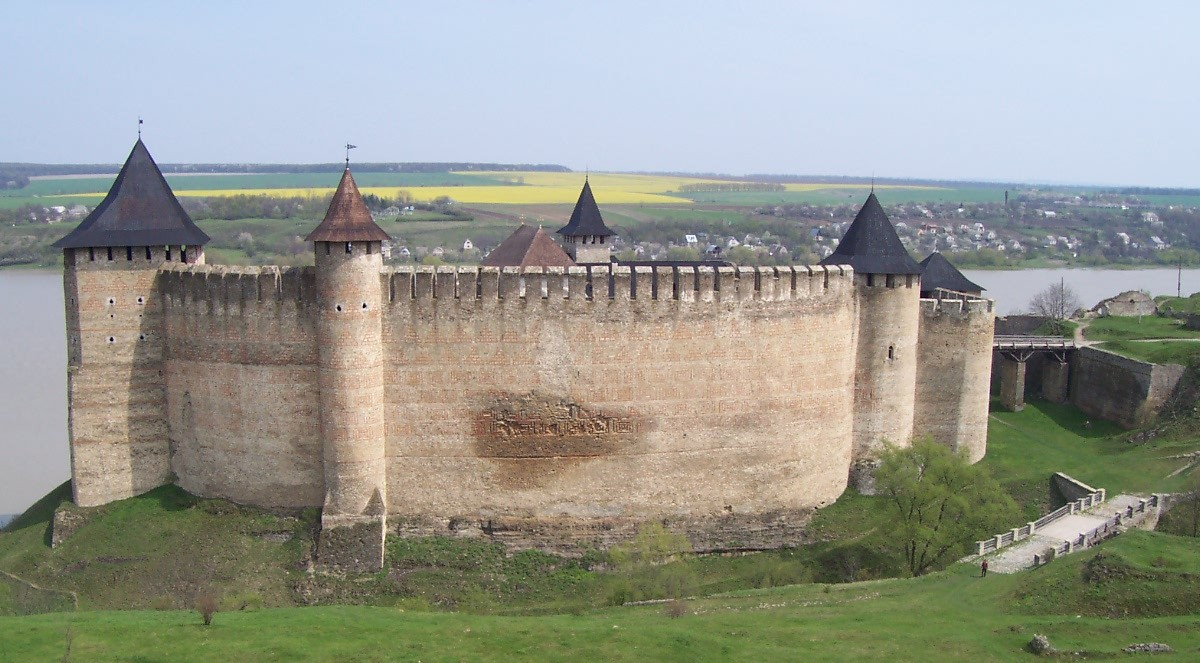
Hrad v Chotynu (Chotimi), mj. dějiště několika bitev Poláků s Turky

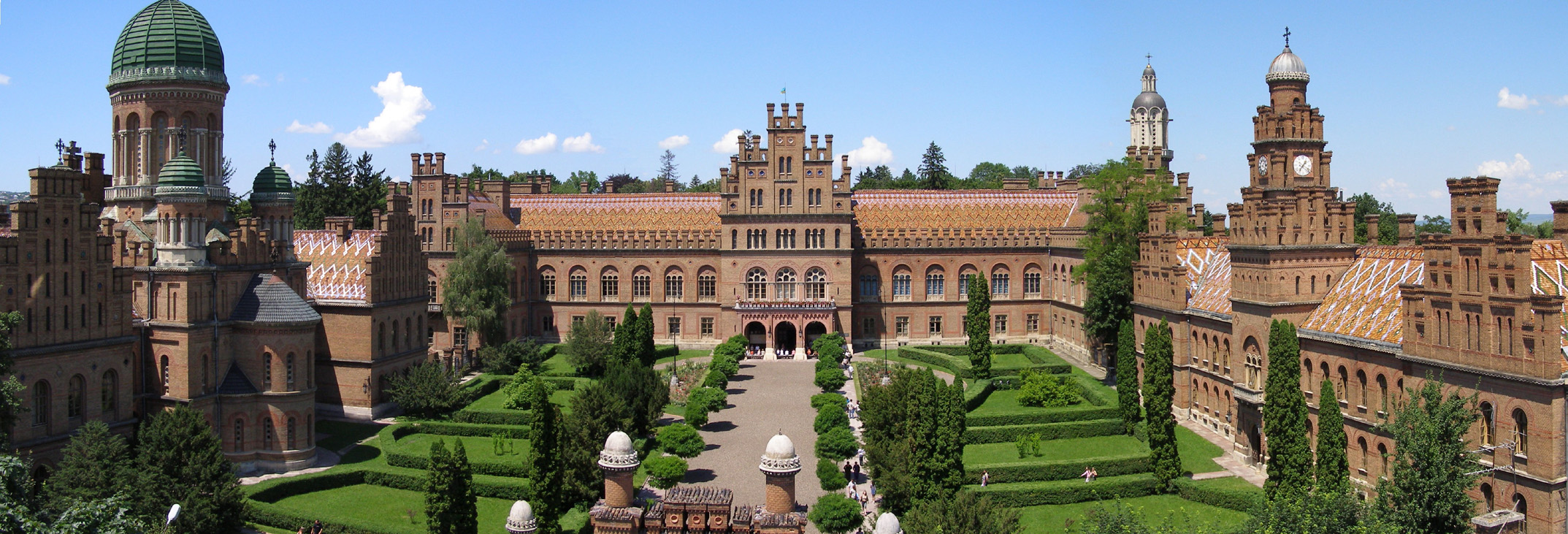
Budovy Černovické univerzity, původně rezidence bukovinsko-dalmatských metropolitů, dílo českého architekta a stavitele J. Hlávky (1882)

Tabulka předkládá přehled větších sídel Černovické oblasti; celkem se na jejím území nachází 11 měst, z toho dvě byla do roku 2020 městy oblastního významu (tučně), 8 obcí městského typu (kurzívou), 252 obcí.
| Město                | Ukrajinský název | Ruský název    | Rumunský název     | Obyvatel 1.1.2022 |
| -------------------- | ---------------- | -------------- | ------------------ | ----------------- |
| Černovice (Černivci) | Чернівці         | Черновцы       | Cernăuți           | 264 298           |
| Storožynec           | Сторожинець      | Стородинец     | Storojineț         | 14 077            |
| Novodnistrovsk       | Новодністровськ  | Новоднестровск | —                  | 10 463            |
| Krasnojilsk          | Красноïльськ     | Красноильск    | Crasna Ilschii     | 10 444            |
| Hlyboka              | Глибока          | Глыбокая       | Adâncata           | 9 226             |
| Chotyn               | Хотин            | Хотин          | Hotin              | 8 936             |
| Sokyrjany            | Сокиряни         | Сокиряны       | Secureni Târg      | 8 547             |
| Zastavna             | Заставна         | Заставна       | Zastavna           | 7 750             |
| Berehomet            | Берегомет        | Берегомет      | Berhomete pe Siret | 7 514             |
| Novoselycja          | Новоселиця       | Новоселица     | Noua Suliță        | 7 399             |
| Kelmenci             | Кельменці        | Кельменцы      | Chelmenți          | 6 985             |
| Kicmaň               | Кіцмань          | Кицмань        | Cozmeni            | 6 049             |
| Vaškivci             | Вашківці         | Вашковцы       | Vășcăuți           | 5 215             |
| Vyžnycja             | Вижница          | Вижниця        | Vijnița            | 3 803             |
| Herca                | Герца            | Герца          | Herța              | 2 097             |